# Hourquette d'Ancizan
Pour les articles homonymes, voir Hourquette.
La Hourquette d'Ancizan est un col de montagne routier des Pyrénées à 1 564 mètres d'altitude dans le département français des Hautes-Pyrénées, en Occitanie. Il relie la vallée de Payolle et la vallée d'Aure.

## Toponymie
Hourquette est un nom féminin gascon /hurketɵ/, dérivé de hourque, « fourche », du latin furca. Il est fréquent en toponymie pyrénéenne où il désigne des cols, par analogie de forme avec la fourche.
Ancizan est le nom de la commune qui se situe en contrebas dans la vallée d'Aure. Il désigne le domaine d'Ancisius.

## Géographie
La Hourquette d'Ancizan se situe dans le Sud-Ouest de la France, dans la région Occitanie et le département des Hautes-Pyrénées, sur le territoire communal d'Ancizan, à quelques mètres de sa limite avec Cadéac. Il relie à une altitude de 1 564 m la vallée de Payolle au nord-ouest à la vallée d'Aure au sud-est, sur la crête s'étirant entre le Plagnot de Soubirou (1 726 m) au sud-ouest et le Plo de Naou (1 754 m) au nord-nord-est, dans le massif de l'Arbizon dans les Pyrénées. Il se trouve à une quarantaine de kilomètres au sud-sud-est de Tarbes. Il est traversé par la route départementale 113 reliant Payolle, hameau de la commune de Campan, à Ancizan. Depuis cette dernière, la montée est longue de 10,3 kilomètres, pour 805 mètres de dénivelé.

## Histoire
Un téléfilm de trois épisodes, intitulé L'An Mil, est tourné en 1984 à la Hourquette d'Ancizan. Pour le réaliser, un village médiéval fortifié a été construit. Le village est détruit en 1992 après une tentative malheureuse d'exploitation touristique.

## Cyclisme

### Profil de l'ascension
Le col de la Hourquette d'Ancizan peut être grimpé par deux côtés. Comme dans la plupart des cols pyrénéens, un panneau annonce le pourcentage moyen du kilomètre suivant même si pour chacune des deux faces les premiers hectomètres de montée ne sont pas comptabilisés par les panneaux.

#### Ancizan - Hourquette
Par le versant sud-est, l'ascension débute au croisement (762 m) de la route départementale 929 et la route départementale 30. à l'entrée du village d'Ancizan pour 10,25 km à 7,8 %. La pente se dresse rapidement avec notamment un raidillon au passage de l'église d'Ancizan. Après 1,3 km d'ascension, la route d'Ancizan rejoint celle de Guchen pour bifurquer sur la route départementale 113. La pente est forte sur une route à travers les bois avec des pourcentages régulièrement entre 8,5 % et 9,5 %. Cependant après le passage du pont (1 082 m) au-dessus du ruisseau d'Erabat, après 3,6 km, le paysage se découvre au fur et à mesure avec des balcons, sous le lieu-dit « Le Coustalet » notamment, permettant des points de vue sur la vallée d'Aure. À ce niveau, la pente offre également un répit avec des pentes avoisinant les 5 à 6 %. La pente se redresse dans les cinq derniers kilomètres, sans toutefois être aussi difficile que lors des premiers kilomètres, avec des pourcentages très réguliers entre 7 et 8 % sur une chaussée circulant à nouveau en forêt, avec peu de virages. Le col ne se découvre sur ce versant que dans les ultimes hectomètres avec une bergerie marquant le col. Le versant sud-est peut démarrer de Guchen (773 m) pour des statistiques presque similaires, avec 10,4 km à 7,6 % et une route qui rejoint celle d'Ancizan après 1,4 km d'ascension. Le revêtement de ce versant est plutôt granuleux, la descente vers Ancizan et Guchen dangereuse, avec quelques virages piégeurs.

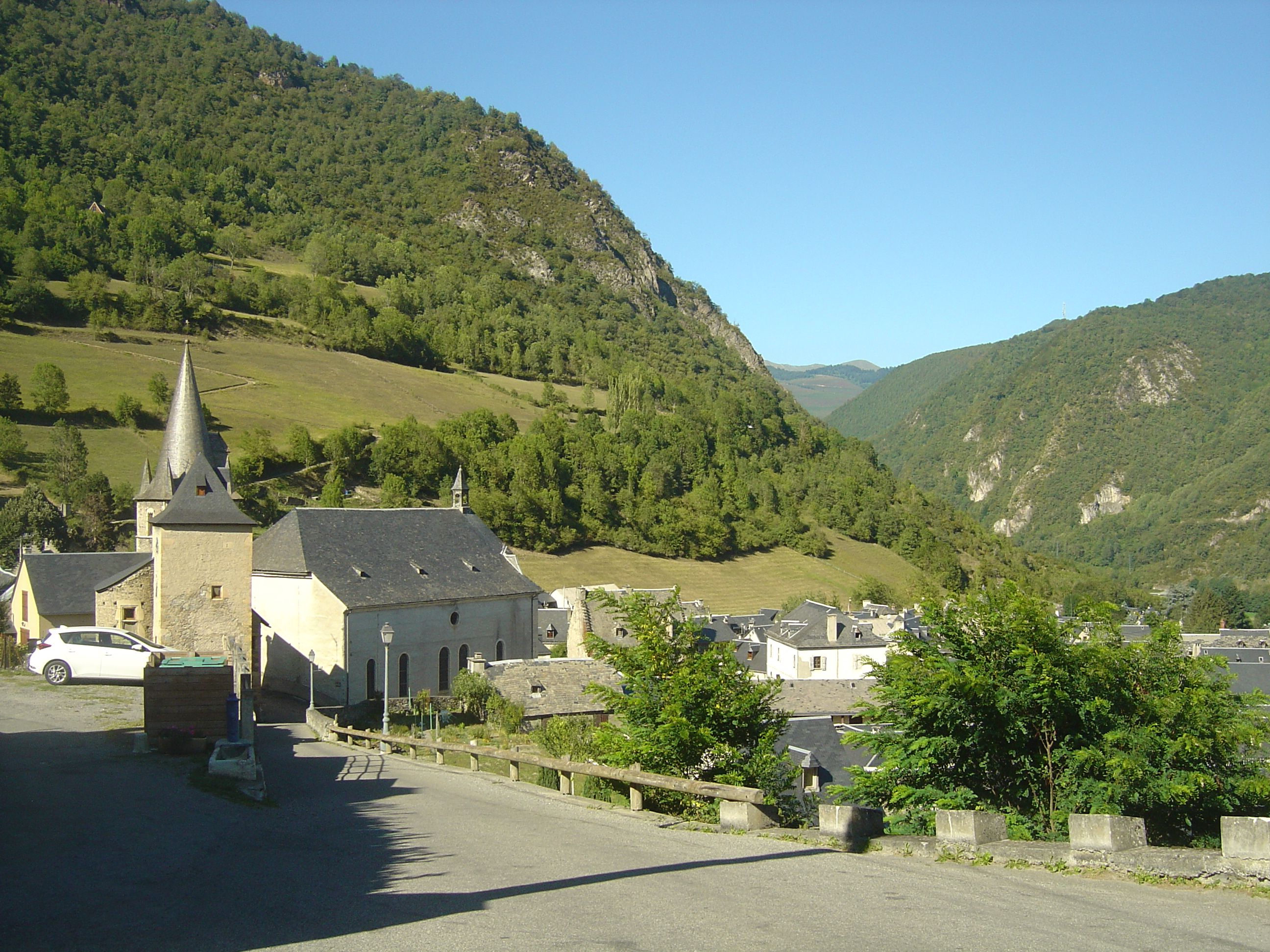
En arrière le village d’Ancizan.
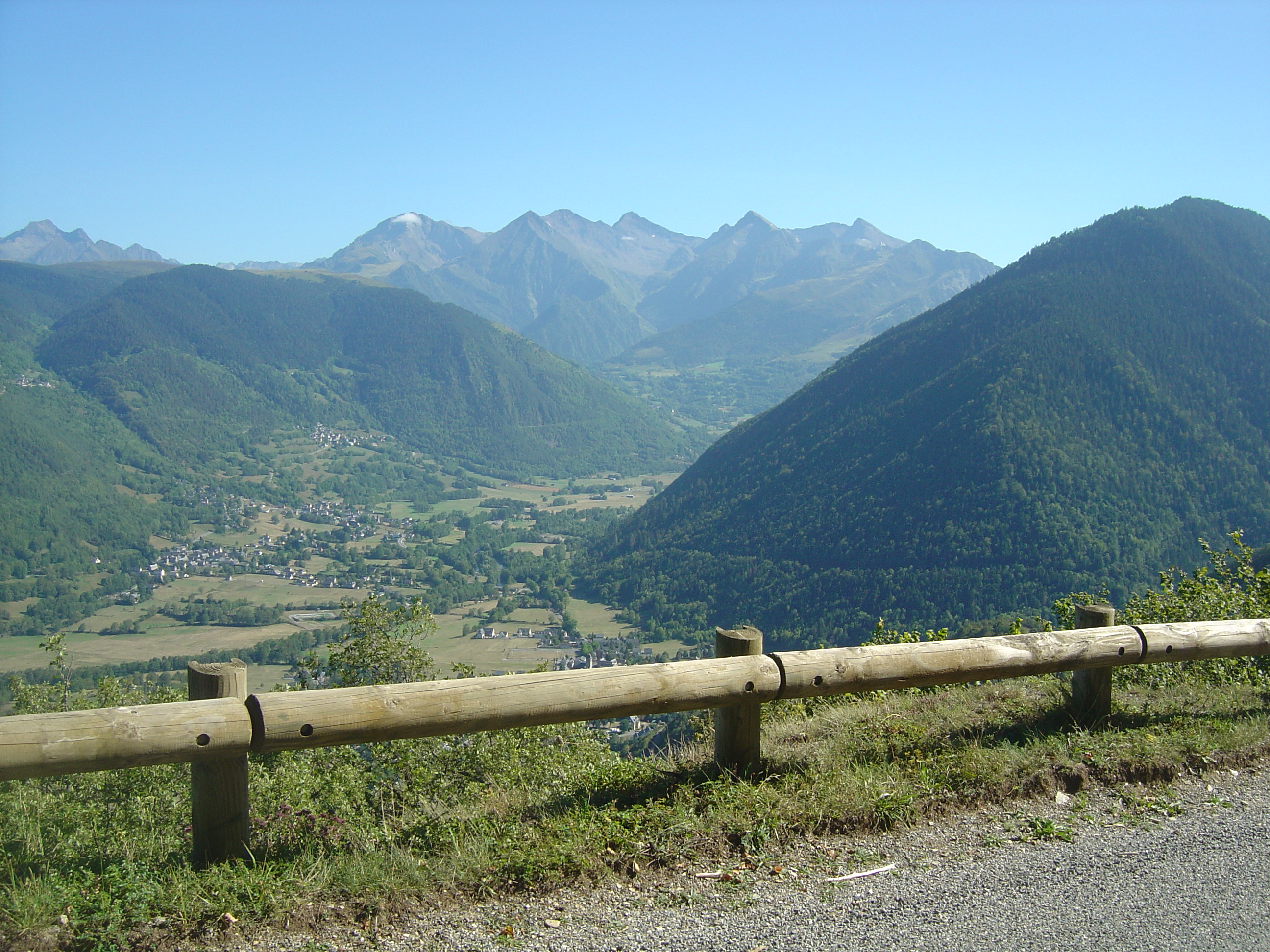
Panorama sur la vallée d’Aure vers la moitié de l’ascension.
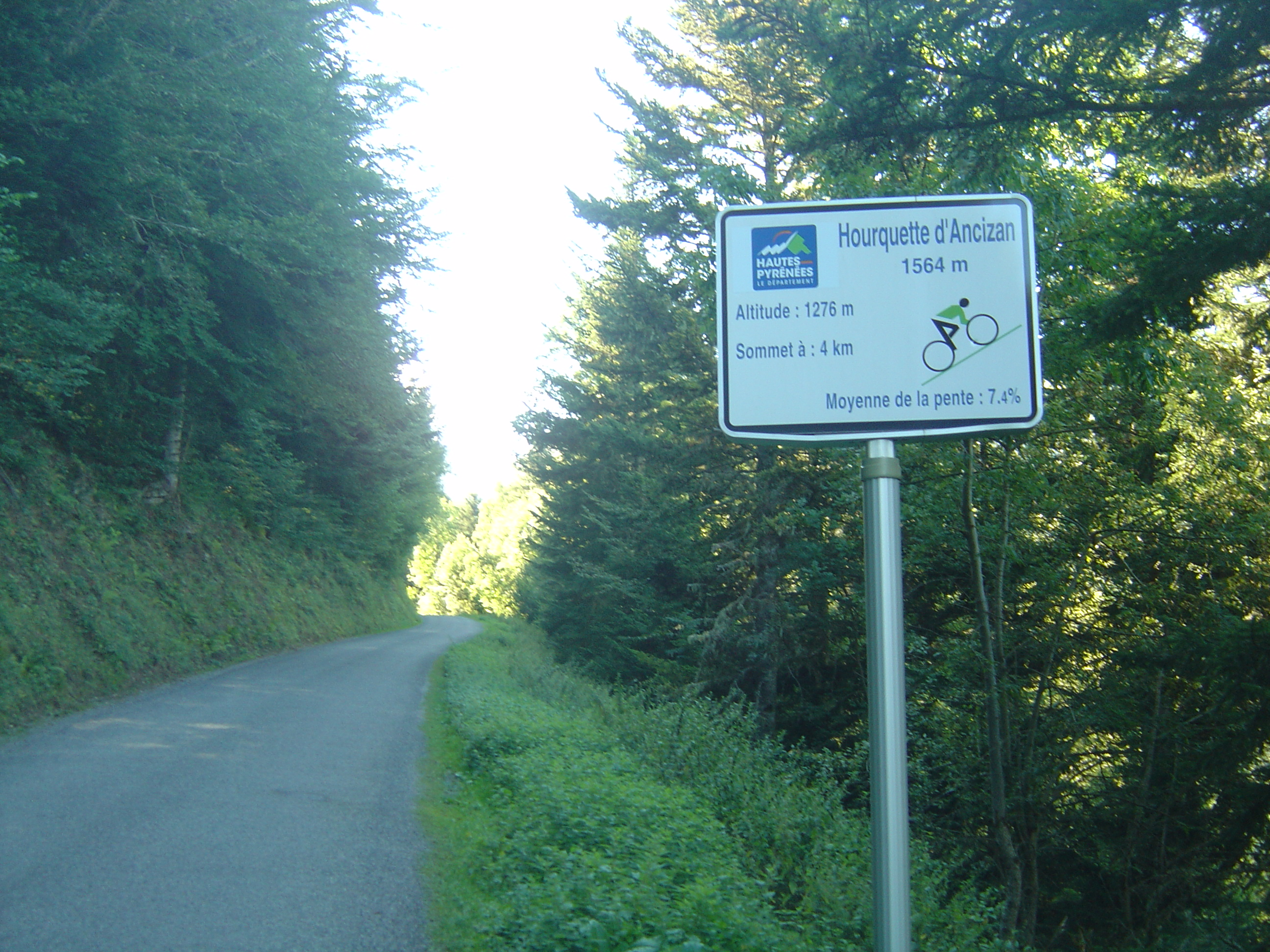
Route en forêt et à des pourcentages fréquemment entre 7 et 8 % dans les derniers kilomètres.
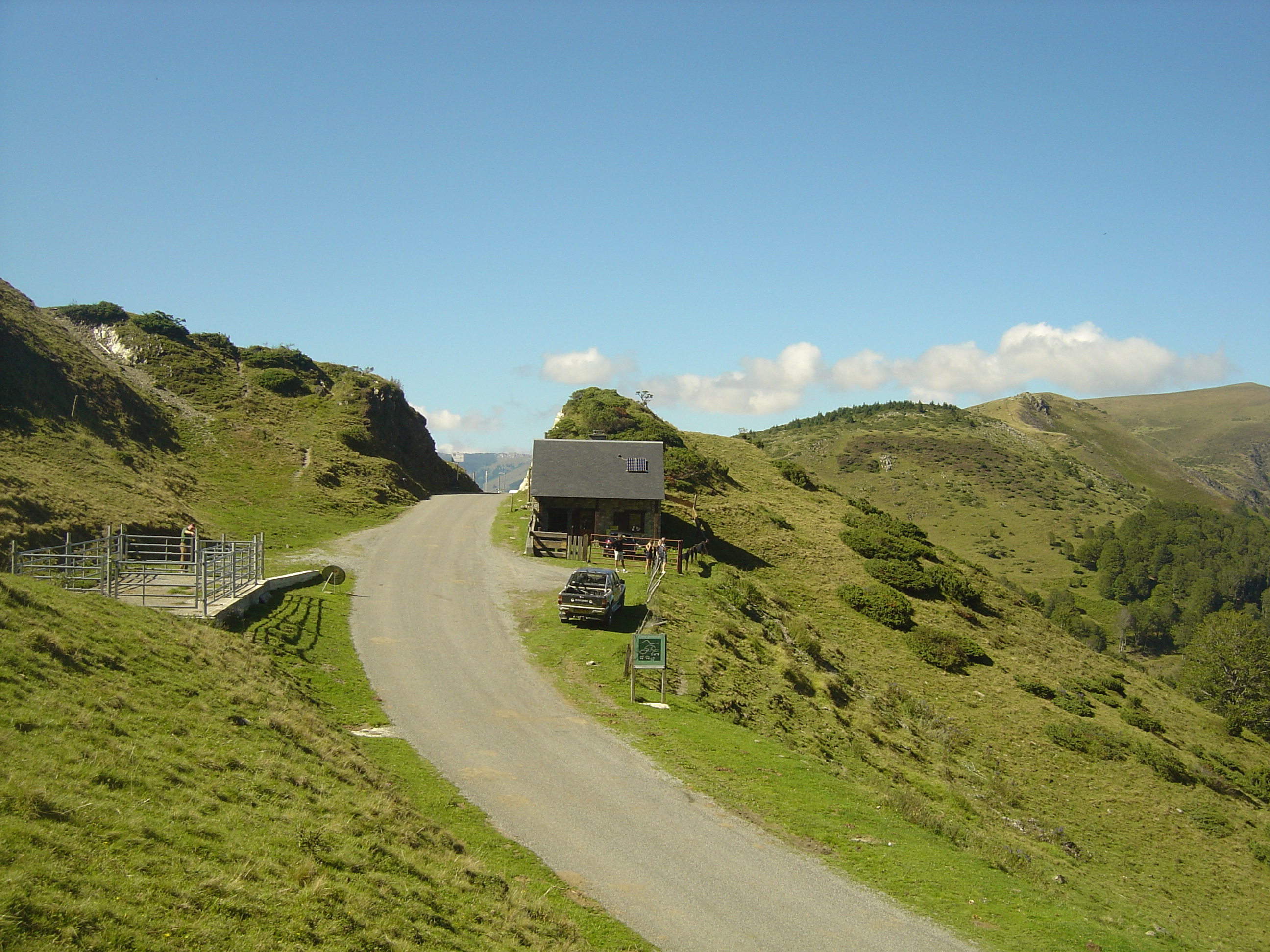
Bergerie juste avant l’arrivée au col.

#### Payolle - Hourquette
Par le versant nord-ouest, l'ascension compte 17 km à 4,2 % depuis l'église de Sainte-Marie-de-Campan (851 m) soit 10,1 km à 4,75 % en entamant directement l'ascension au carrefour (1 083 m) de la route départementale 918 et de la route départementale 113 à Payolle en descendant du col d'Aspin. Il est plus irrégulier et globalement moins pentu que le versant opposé et de même beaucoup plus bucolique. 
L'ascension démarre en effet par les 6,9 km communs avec la route du col d'Aspin jusqu'à l'entrée de la station de ski de fond de Payolle et cette entrée en matière présente peu de difficultés si ce n'est un kilomètre à 6 % juste après le lieu-dit « Castelmau » et quelques courtes bosses. De plus, peu de temps après avoir bifurqué en direction du col de la Hourquette d'Ancizan, les coureurs bénéficient d'une route en pente très douce le long de la pelouse Saint-Jean, un lieu de pastoralisme et de promenade, avec la proximité du lac de Payolle. De par la beauté du lieu, il est surnommé « le Petit Canada ». Bref, ce n'est qu'en s'enfonçant dans la forêt du Différend, après le lac de Payolle, que la montée commence véritablement, avec des pourcentages variables, de 5 à 9 %, avant de parvenir aux estives des cabanes de Camoudiet, avec des chevaux et bovins en liberté. Un peu plus haut, après s'être hissés à près de 1 445 m d'altitude sur la petite crête du Sarrat de l'Artigou, les coureurs peuvent profiter d'une descente d'environ 1 km jusqu'aux sources du torrent de l'Artigou, à environ 1 375 m d'altitude. De là, il reste 3 km à grimper avec pour commencer un kilomètre à près de 5 %. La pente se durcit après, avec une portion de près d'un kilomètre à un peu plus de 8 % notamment, mais les derniers hectomètres sont roulants. Le final de l'ascension s'effectue encore une fois dans de grands pâturages, ceux de la Plagne et de la Hourquette d'Arreau, avec des animaux en liberté.

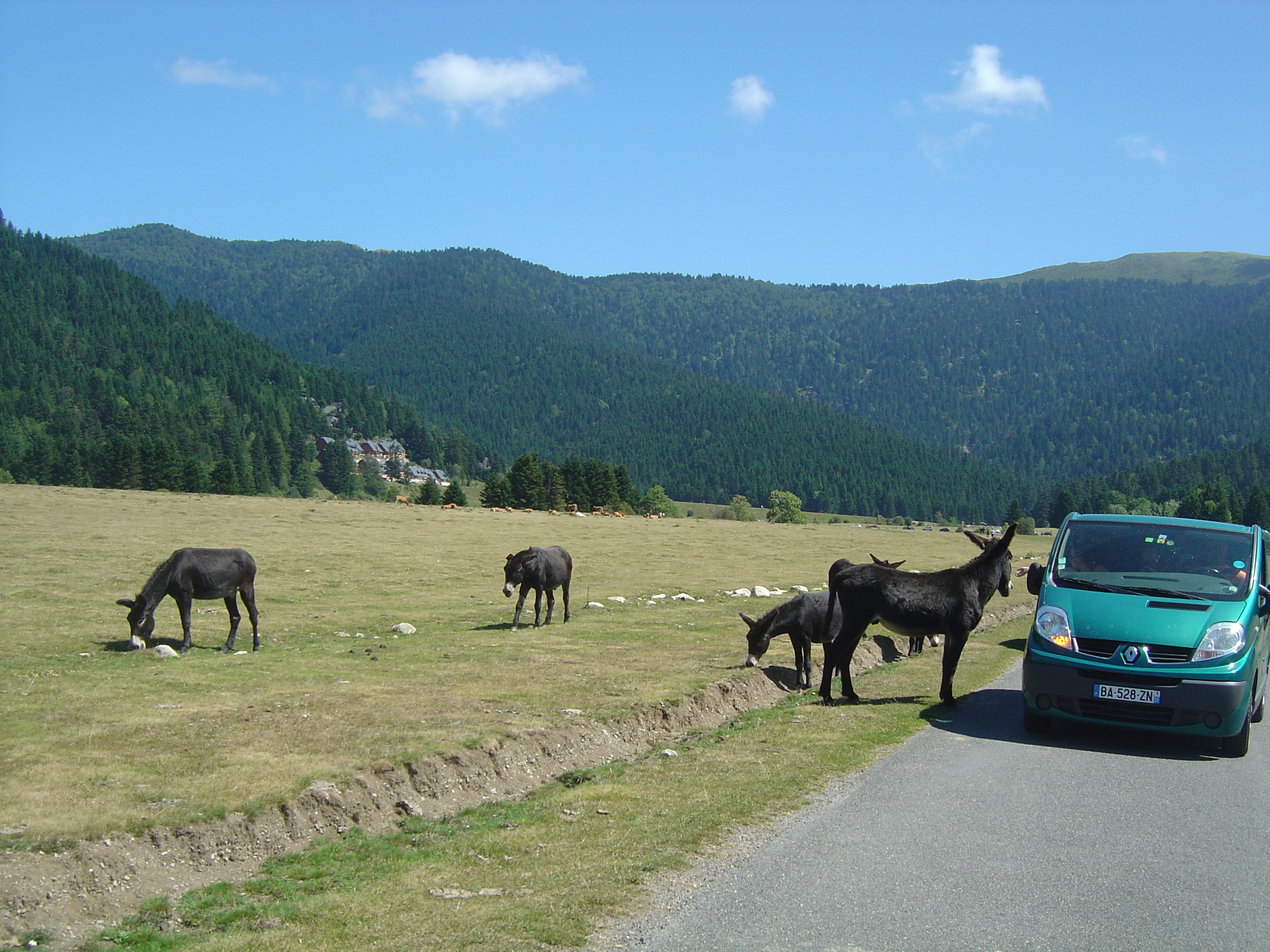
Anes en liberté sur la pelouse Saint-Jean, une portion très roulante.
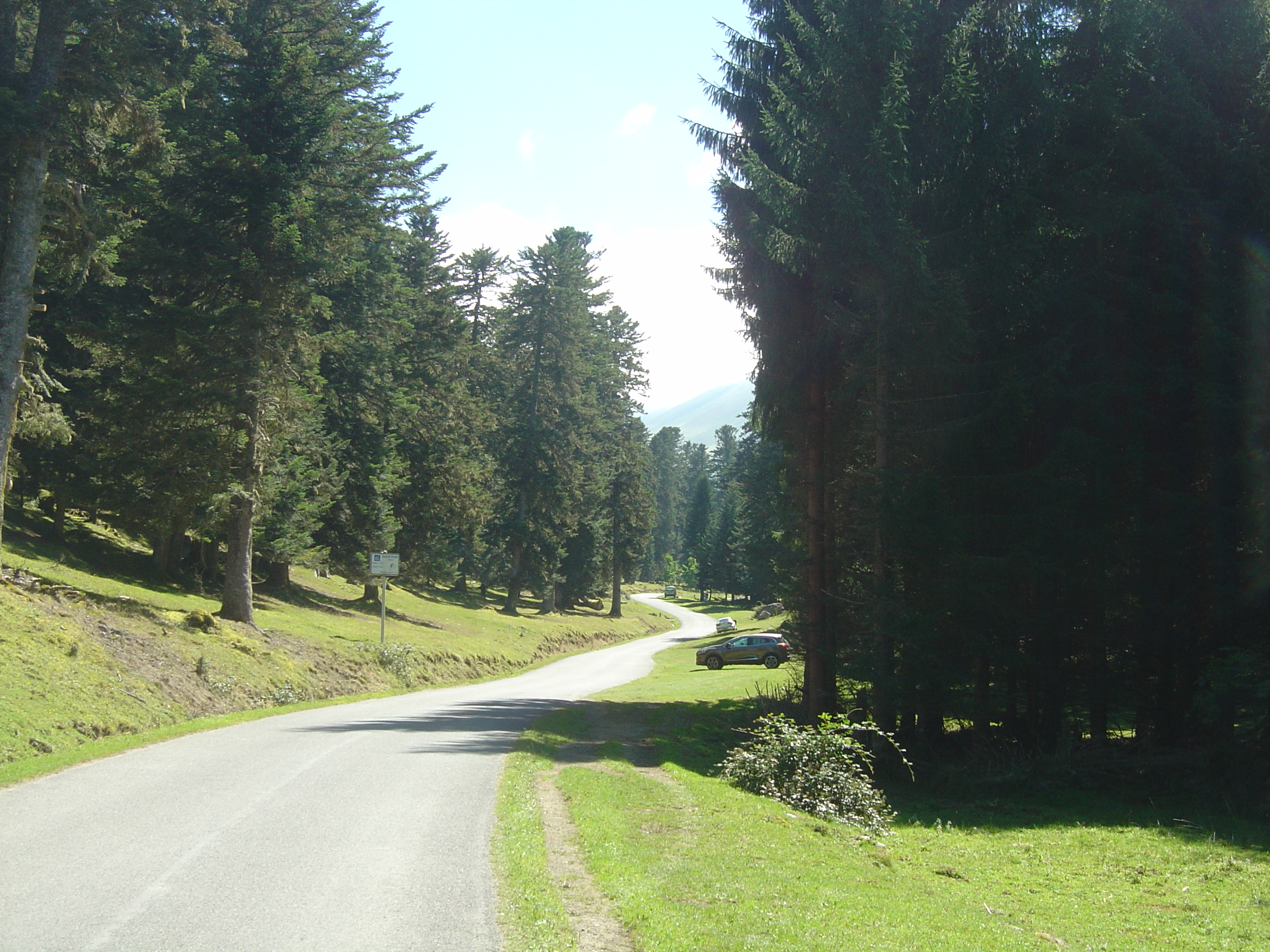
Entrée dans la forêt du Différend, avec une pente d'environ 7 %.
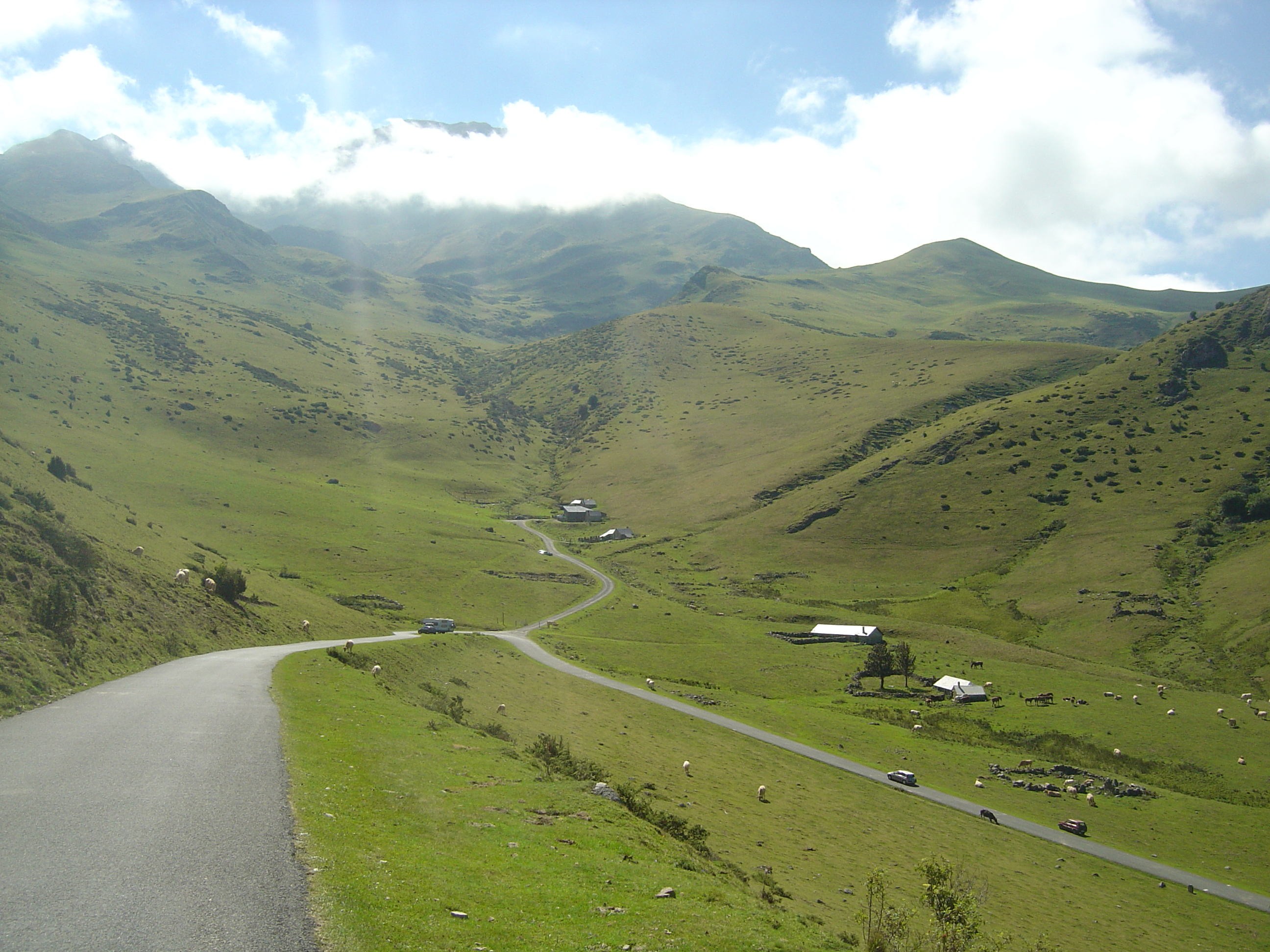
En arrière les estives des cabanes de Camoudiet.
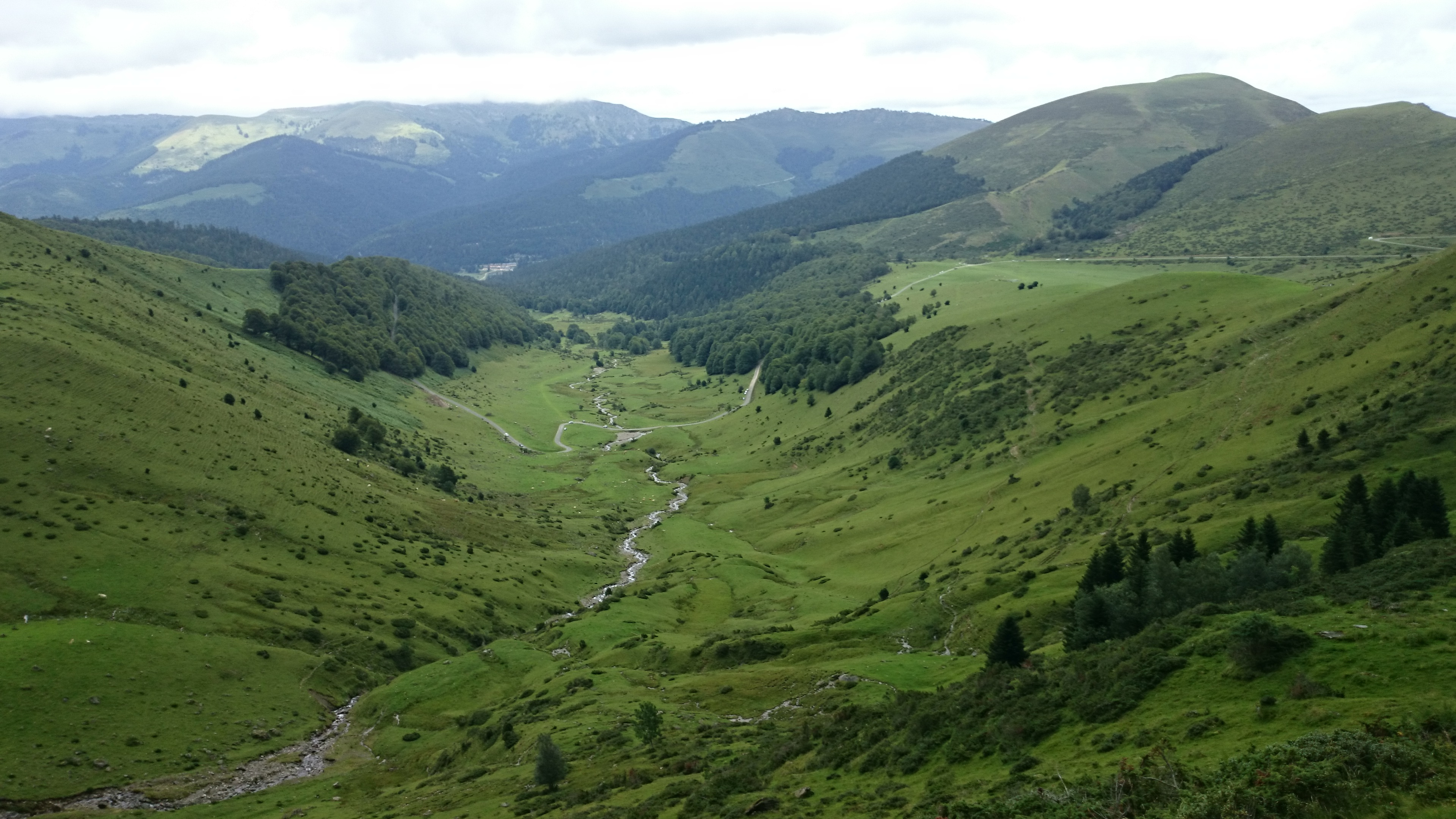
Vue aérienne de la route qui recommence à grimper après une descente jusqu’aux sources de l’Artigou.

Depuis le col, on aperçoit le pic du Midi de Bigorre (2 876 m) à l'ouest, la vallée du Louron à l'est. Plus à proximité se trouvent les sommets du Plagnot de Soubirou (1 726 m), qui surplombe le col au sud, et du Plo del Naou (1 754 m) au nord. Au cours de l'ascension, sur le versant nord-ouest, il est parfois également possible de voir plus haut les pics de Montfaucon (2 712 m) et de l'Arbizon (2 831 m).

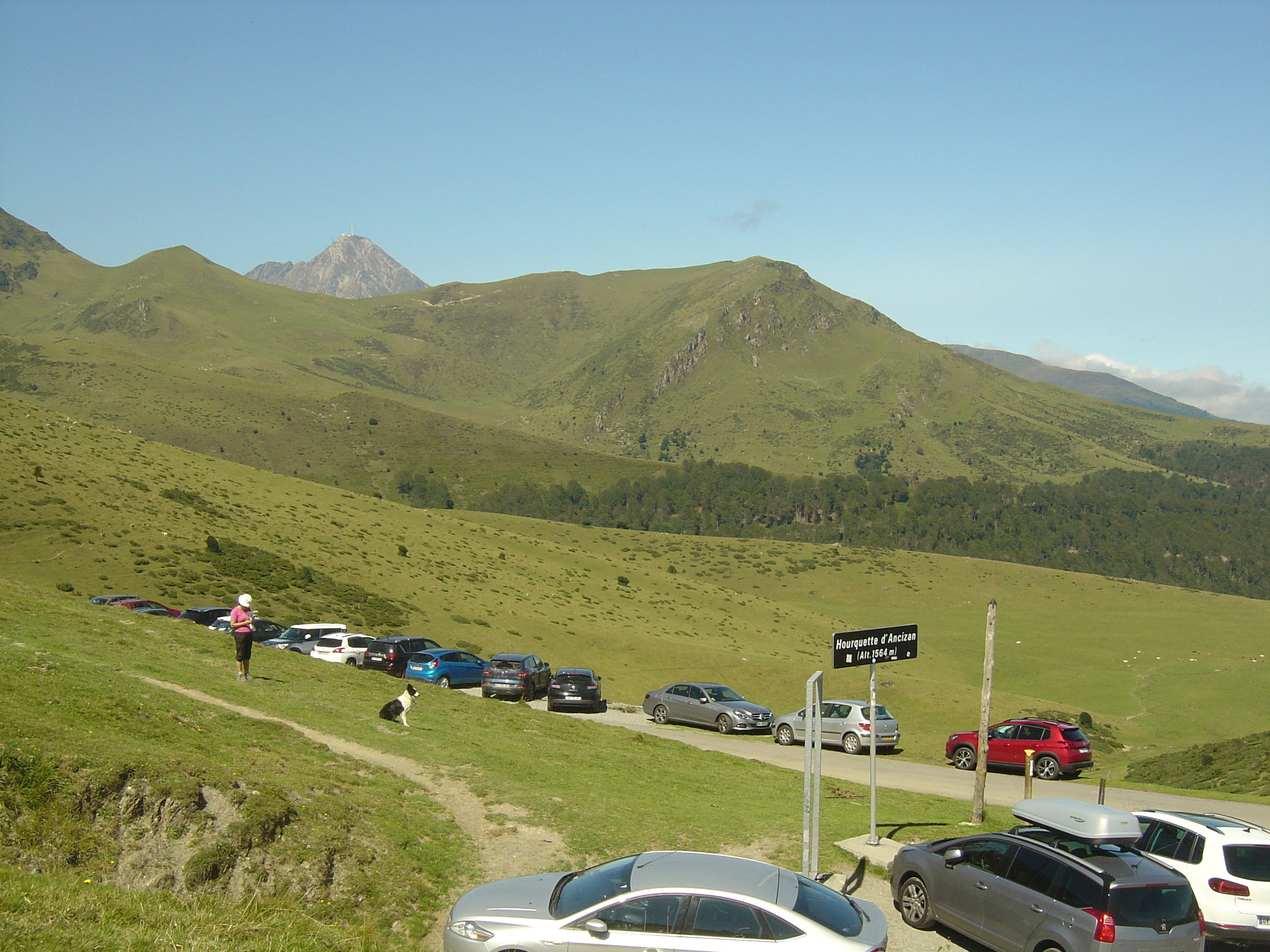
Vue sur le pic du Midi de Bigorre (2 876 m) à gauche depuis le col.
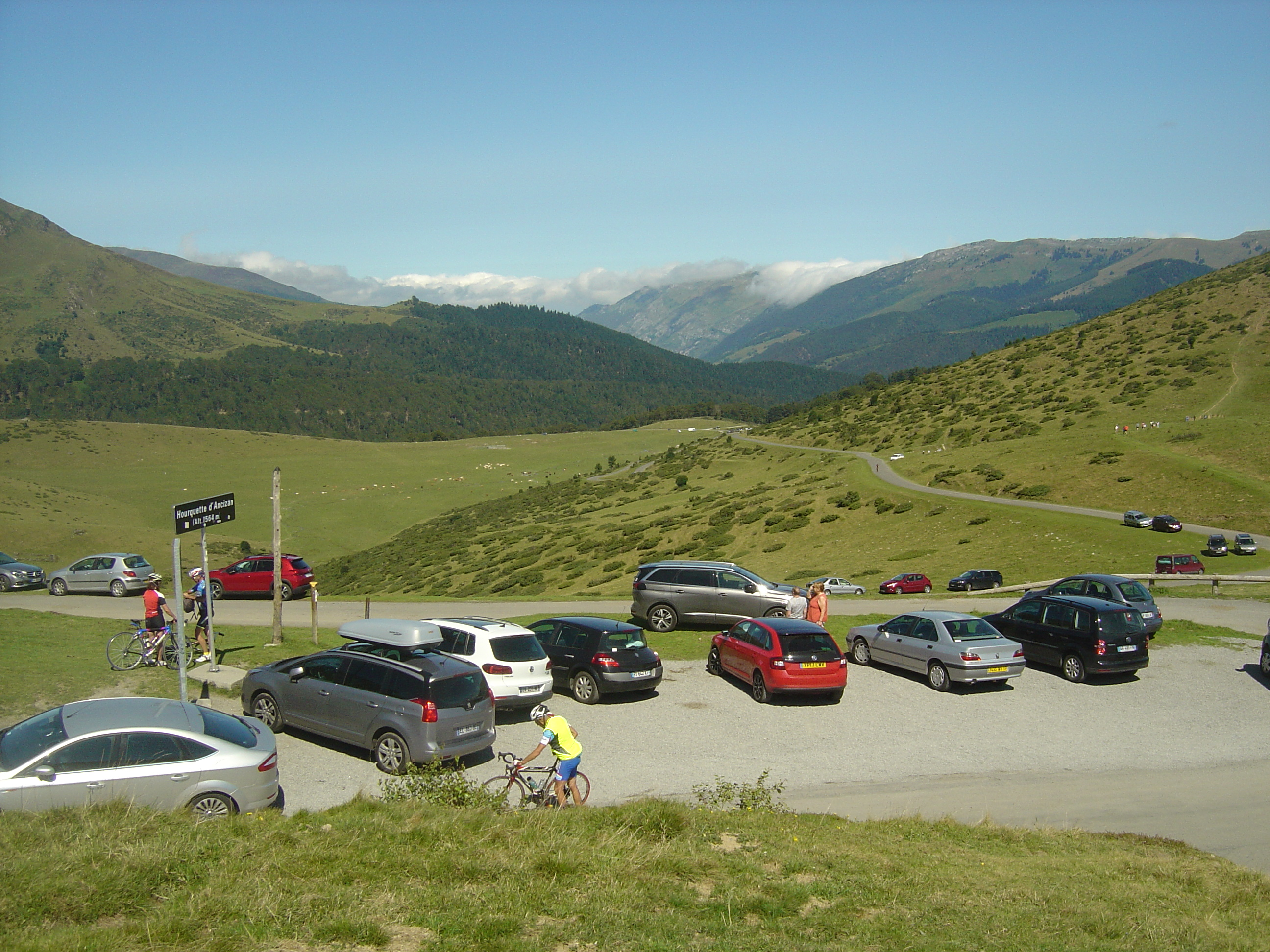
Panorama depuis le col sur le final du versant nord-ouest.
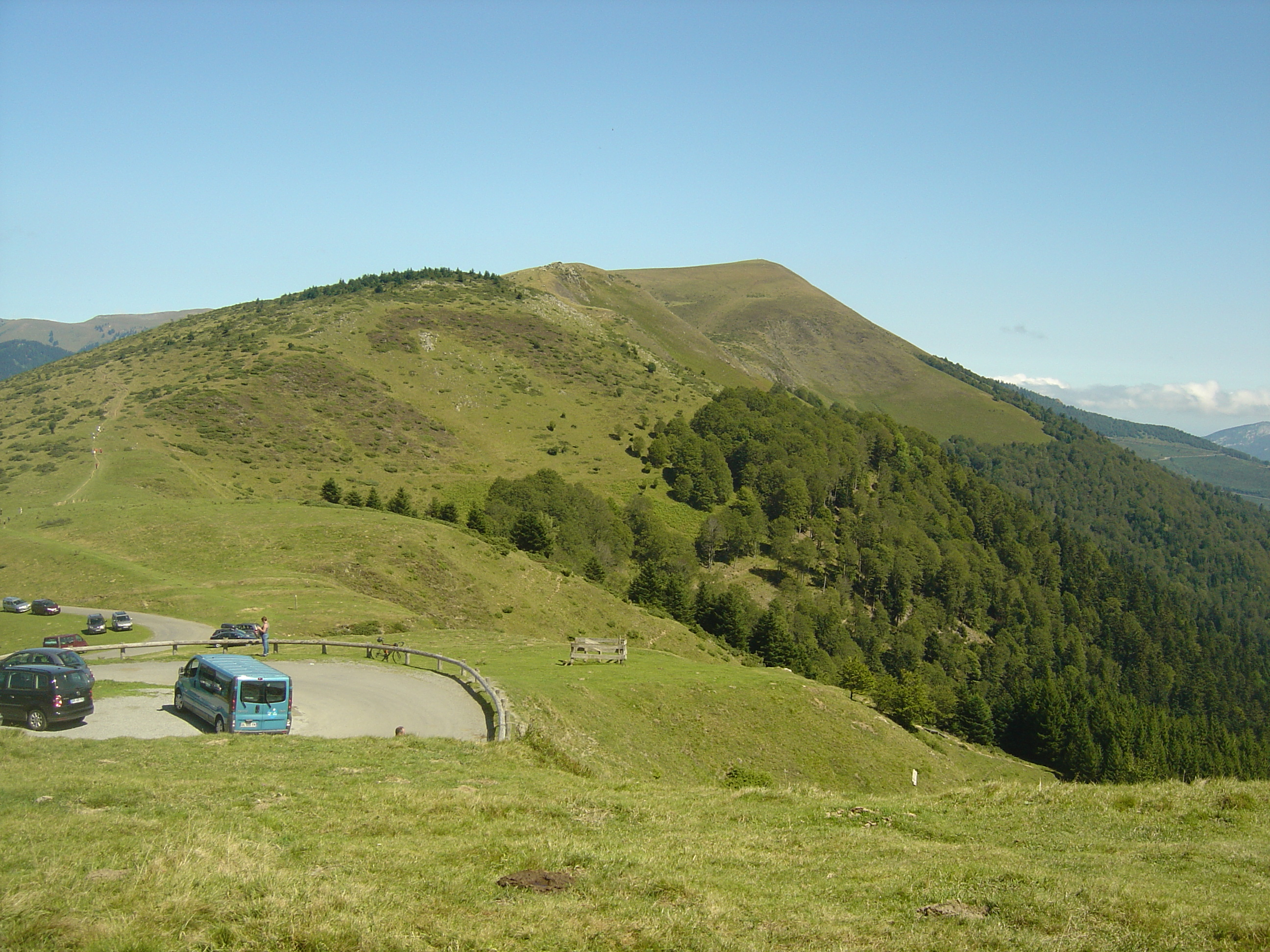
Le Plo del Naou (1 754 m), entre la Hourquette d’Ancizan et le col d’Aspin.

### Tour de France
Bien moins connu que le col d'Aspin, le col est emprunté pour la première fois par les coureurs cyclistes lors de la 12e étape du Tour de France 2011 entre Cugnaux et Luz-Ardiden par son versant sud-est, c'est-à-dire par Ancizan. Il est alors classé en 1re catégorie. C'est la première d'un enchaînement de trois montées, il précède le col du Tourmalet et la montée vers Luz-Ardiden. Cette étape est la première de haute montagne de l'édition 2011 et donc la première étape de la traversée des Pyrénées. C'est le Français Laurent Mangel qui passe en tête au col.
Le col est de nouveau emprunté lors de la 9e étape Tour de France 2013, de nouveau par son versant sud-est et, à la différence de 2011, il s'agit de la dernière ascension avant de descendre sur l'arrivée placée à Bagnères-de-Bigorre. C'est l'Irlandais Daniel Martin qui passe en tête.
Ce col est de nouveau au programme du Tour de France 2016, mais cette fois-ci sur le versant ouest au départ de Sainte-Marie-de-Campan lors de l'étape 8 et en 2e catégorie ; il est franchi en tête par Thibaut Pinot.
La 12e étape du Tour de France 2019 gravit le col par le versant sud-est avant la descente vers l'arrivée à Bagnères-de-Bigorre. Simon Yates passe en tête.
Le col est franchi en premier par Thibaut Pinot, alors échappé avec Alexey Lutsenko, lors de la 17e étape du Tour de France 2022.
En 2024, c'est au tour de David Gaudu de passer en tête au sommet, lors de la 14e étape.
| Année | Étape | Ville de départ | Ville d’arrivée                | Distance (km) | Catégorie du col | Versant    | Passage en tête | Porteur du maillot jaune |
| ----- | ----- | --------------- | ------------------------------ | ------------- | ---------------- | ---------- | --------------- | ------------------------ |
| 2011  | 12    | Cugnaux         | Luz-Ardiden                    | 211           | 1re catégorie    | Sud-est    | Laurent Mangel  | Thomas Voeckler          |
| 2013  | 9     | Saint-Girons    | Bagnères-de-Bigorre            | 168           | 1re catégorie    | Sud-est    | Dan Martin      | Christopher Froome       |
| 2016  | 8     | Pau             | Bagnères-de-Luchon             | 184           | 2e catégorie     | Nord-ouest | Thibaut Pinot   | Christopher Froome       |
| 2019  | 12    | Toulouse        | Bagnères-de-Bigorre            | 209.5         | 1re catégorie    | Sud-est    | Simon Yates     | Julian Alaphilippe       |
| 2022  | 17    | Saint-Gaudens   | Peyragudes                     | 130           | 2e catégorie     | Nord-ouest | Thibaut Pinot   | Jonas Vingegaard         |
| 2024  | 14    | Pau             | Saint-Lary-Soulan - Pla d'Adet | 152           | 2e catégorie     | Nord-ouest | David Gaudu     | Tadej Pogačar            |

## Randonnées
La Hourquette d'Ancizan est un point de départ de randonnées vers le lac d'Arou (1 785 m), le pic de Montfaucon (2 712 m) et l'Arbizon (2 831 m) à l'ouest, et le Plo del Naou (1 754 m) au nord.